# Gonempeda nyctops
Gonempeda nyctops là một loài ruồi trong họ Limoniidae. Chúng phân bố ở miền Tân bắc.